# Bò Pustertaler Sprinzen
Bò Pustertaler Sprinzen, còn được gọi là Bò Pustertaler hoặc Bò Pustertaler Schecken, là một giống bò hiếm, có nguồn gốc từ thung lũng Puster ở tỉnh tự trị Bolzano, hiện tại ở đông bắc Italy. Nghiên cứu di truyền được thực hiện vào năm 2001 cho thấy giống Barà của tỉnh Turin gần giống với bò Pustertaler; hai quần thể này kể từ năm 2002 đã được xử lý và đăng ký thành một giống duy nhất. Nó là một trong mười sáu giống bò Ý nhỏ của sự khuếch tán giới hạn được công nhận và bảo vệ bởi Bộ trưởng Bộ Nông nghiệp Italia.
Những con bò nặng 500–650 kg và cao trung bình 130 cm ở các vai, bò 800–800 kg và cao khoảng 140 cm. Loài này được nuôi ở Áo, Đức, Ý và Nam Phi.

## Lịch sử
Chiến tranh thế giới thứ nhất và sự suy thoái của Nam Tyrol đến Ý theo Hiệp ước Saint-Germain năm 1919 đã dẫn đến sự suy giảm về số lượng bò giống này. Một nỗ lực làm sống lại vận mệnh của giống chó này được thực hiện từ năm 1954 đến năm 1967; khoảng 300 con bò và 500 con bê đã được đăng ký trong giai đoạn này. Trách nhiệm đăng ký các giống này được giao cho Associazione Italiana Allevatori, hiệp hội các nhà lai tạo quốc gia, vào năm 1991. con số trong năm 2002 đã được ước tính khác nhau: với mức 635 con (với ít hơn 100 con bò đã đăng ký), và khoảng 200.
Một nghiên cứu di truyền được thực hiện vào năm 2001 cho thấy giống địa phương được biết đến ở các tỉnh Turin và Cuneo như Barà gần giống với Pustertaler. Hai quần thể này kể từ năm 2002 đã được xử lý và đăng ký sáp nhập thành một giống. Cuộc đua Barà được đánh số vài nghìn, do đó số lượng giống tổng thể tăng đáng kể. Tổng số lượng bò Pustertaler Sprinzen là 3.321 con đã được báo cáo vào năm 2009.